# Sowchozne (rejon symferopolski)
Sowchozne (ukr. Совхозне, ros. Совхозное, Sowchoznoje) – wieś na Ukrainie, w Autonomicznej Republice Krymu (de iure stanowiącej integralną część państwa ukraińskiego, w 2014 anektowanej przez Rosję i odtąd funkcjonującej jako Republika Krymu), w rejonie symferopolskim. W 2001 liczyła 305 mieszkańców, wśród których 5 wskazało jako ojczysty język ukraiński, 268 rosyjski, 31 krymskotatarski, a 1 inny. Według spisu ludności przeprowadzonego przez okupacyjne władze rosyjskie populacja wsi w 2014 wynosiła 1109 osób.